# Dirty Deeds Done Dirt Cheap
Dirty Deeds Done Dirt Cheap — студийный альбом австралийской хард-рок-группы AC/DC, третий — вышедший в Австралии и второй — международный. Релиз австралийской версии состоялся 20 сентября 1976 года, международной — 17 декабря того же года. В США альбом был издан в апреле 1981 года.
В 2003 году альбом был переиздан в составе серии AC/DC Remasters.

## Об альбоме
Песня «Jailbreak» вышла синглом до релиза альбома (в июне 1976 года). Видеоклип на данную композицию был снят в марте 1976 года (режиссёр — Пол Дрейн) для австралийского телешоу «Обратный отсчёт» (Countdown); в 2005 году он вошёл в сборник видео Family Jewels.
Композиция «Ride On» также вошла в альбом Who Made Who, который был выпущен в 1986 году как саундтрек к фильму Стивена Кинга «Максимальное ускорение».
Во время записи альбома также была записана песня «I’m a Rebel», автором которой является старший брат Ангуса и Малькольма Янгов, Александр Янг. Однако ни в одну из версий альбома композиция не вошла и никогда не издавалась в исполнении AC/DC. В 1980 году немецкая хеви-метал-группа Accept выпустила одноименный альбом, заглавным треком которого стала эта песня.
Альбом получил платиновый статус в США и был продан тиражом 6 млн экземпляров.

## Международное издание
7 из 9-ти треков международного издания совпадают с австралийским, также туда добавлена песня «Rocker» из альбома T.N.T. и изданная впервые «Love at First Feel».
На международной версии альбома отсутствуют песни «R.I.P. (Rock in Peace)» и «Jailbreak» из австралийской версии (последняя была издана в 1984 на мини-альбоме ’74 Jailbreak).
Композиция «R.I.P. (Rock in Peace)» долгое время являлась одной из немногих песен AC/DC, не изданных официально для международной аудитории, пока в 2009 году не вошла в сборник Backtracks.
На международном издании альбома песни «Dirty Deeds Done Dirt Cheap», «Ain’t No Fun (Waiting ’Round to Be a Millionaire)» и «Rocker» изданы в сокращённом варианте, по сравнению со своими оригинальными версиями, однако, на переизданной в 1994 году версии альбома присутствуют обе версии этих песен.

## Список композиций
Австралийская версия
Слова и музыка всех песен — написаны Ангусом Янгом, Малькольмом Янгом и Боном Скоттом.
| №  | Название                                            | Длительность |
| -- | --------------------------------------------------- | ------------ |
| 1. | «Dirty Deeds Done Dirt Cheap»                       | 4:13         |
| 2. | «Ain’t No Fun (Waiting ’Round to Be a Millionaire)» | 7:31         |
| 3. | «There’s Gonna Be Some Rockin’»                     | 3:17         |
| 4. | «Problem Child»                                     | 5:46         |

| №                   | Название                 | Длительность |
| ------------------- | ------------------------ | ------------ |
| 5.                  | «Squealer»               | 5:18         |
| 6.                  | «Big Balls»              | 2:40         |
| 7.                  | «R.I.P. (Rock in Peace)» | 3:36         |
| 8.                  | «Ride On»                | 5:53         |
| 9.                  | «Jailbreak»              | 4:41         |
| Общая длительность: | Общая длительность:      | 42:24        |

Международная версия
Слова и музыка всех песен — написаны Ангусом Янгом, Малькольмом Янгом и Боном Скоттом.
| №  | Название                              | Длительность |
| -- | ------------------------------------- | ------------ |
| 1. | «Dirty Deeds Done Dirt Cheap» (Сокр.) | 3:51         |
| 2. | «Love at First Feel»                  | 3:08         |
| 3. | «Big Balls»                           | 2:39         |
| 4. | «Rocker» (Сокр.)                      | 2:49         |
| 5. | «Problem Child»                       | 5:45         |

| №                   | Название                                                    | Длительность |
| ------------------- | ----------------------------------------------------------- | ------------ |
| 6.                  | «There’s Gonna Be Some Rockin’»                             | 3:15         |
| 7.                  | «Ain’t No Fun (Waiting ’Round to Be a Millionaire)» (Сокр.) | 6:51         |
| 8.                  | «Ride On»                                                   | 5:48         |
| 9.                  | «Squealer»                                                  | 5:12         |
| Общая длительность: | Общая длительность:                                         | 39:18        |

## Участники записи
Приведены по сведениям базы данных Discogs.

| : - Бон Скотт — вокал - Ангус Янг — соло-гитара - Малькольм Янг — ритм-гитара - Марк Эванс — бас-гитара - Фил Радд — ударные | Технический персонал: - Гарри Ванда — музыкальный продюсер - Джордж Янг — музыкальный продюсер - Джордж Пекхэм — инженер мастеринга Художественное оформление конверта: - Kettle Art Productions — австралийская версия - Hipgnosis — международная версия - Пол Канти — фотограф (международная версия) |

## Позиции в хит-парадах
Еженедельные чарты:
| Год       | Хит-парад                                 | Высшая позиция | Пребывание в чарте |
| --------- | ----------------------------------------- | -------------- | ------------------ |
| 1976      | Австралия (Kent Music Report)             | 4              | нет данных         |
|           |                                           |                |                    |
| 1977      | Швеция (Topplistan)                       | 50             | 1 неделя           |
|           |                                           |                |                    |
| 1981—1991 | Новая Зеландия (New Zealand Albums Chart) | 20             | 22 недели          |
| 1981      | США (Billboard Top LPs & Tape)            | 3              | 55 недель          |
|           |                                           |                |                    |
| 2003      | Франция (SNEP)                            | 15             | 5 недель           |
|           |                                           |                |                    |
| 2008      | Австралия (Australian Albums Chart)       | 28             | 2 недели           |
| 2008      | США (Billboard Top Hard Rock Albums)      | 8              | 3 недели           |

Годовые чарты:
| Год  | Хит-парад                                                | Позиция |
| ---- | -------------------------------------------------------- | ------- |
| 1981 | Канада (RPM’s Top Albums/CDs)                            | 14      |
| 1981 | США (Billboard Top Popular Albums)                       | 30      |
| 2002 | Канада (Nielsen SoundScan Top 100 Canadian Metal Albums) | 90      |

## Сертификации и уровни продаж
| Регион | Сертификация  | Продажи    |
| --- | ------------- | ---------- |
| Австралия (ARIA) · Австралийская версия                                                                                  | 6× Платиновый | 420 000^   |
| Великобритания (BPI) | Золотой       | 100 000*   |
| Германия (BVMI) | Платиновый    | 500 000^   |
| Испания (PROMUSICAE) | Золотой       | 50 000^    |
| США (RIAA) | 6× Платиновый | 6 000 000^ |
| Швейцария (IFPI Switzerland)                                                                                             | Золотой       | 25 000^    |
| * Данные о продажах приведены только на основе сертификации. ^ Данные о тиражах приведены только на основе сертификации. |               |            |